# Ukraine au Concours Eurovision de la chanson 2025
L'Ukraine est l'un des trente-sept pays participants du Concours Eurovision de la chanson 2025, qui se tient du 13 au 17 mai 2025 à Bâle en Suisse.

Le pays est représenté par le groupe Ziferblat, avec sa chanson Bird of Pray.

## Sélection
L'Ukraine confirme sa participation à l'Eurovision le 10 septembre 2024. Le représentant et la chanson sont sélectionnés au moyen de Vidbir, qui est l'émission utilisée dans ce but depuis 2016.

### Format
Dix chansons participent à la finale de la neuvième édition de Vidbir. Dans un premier temps, vingt artistes ont été présélectionnés parmi tous ceux s'étant inscrits. Ces vingt artistes ont par la suite passé une audition, à la suite de laquelle neuf d'entre eux ont été retenus. Un dixième artiste a été qualifié pour la finale à l'issue d'un vote en ligne.

Les résultats de la finale ont été déterminés à 50% par le public ukrainien, au moyen de l'application Diïa, et à 50% par un jury de trois professionnels, eux aussi sélectionnés par le public au moyen de la même application.

Le jury est ainsi composé de Jamala, gagnante de l'Eurovision 2016 pour l'Ukraine, Kateryna Pavlenko, chanteuse du groupe Go_A avec lequel elle a participé à l'Eurovision 2020 et 2021, et Serhiy Tanchynets, chanteur et producteur musical ukrainien.

### Participants
Les artistes intéressés pouvaient soumettre leur candidature entre le 17 septembre et le 10 novembre 2024, à condition de:
- Ne jamais avoir pris part à un événement organisé par, ou situé dans «l'état agresseur»,
- Ne jamais avoir pénétré en Crimée de manière illégale depuis le 14 mars 2014,
- Ne pas présenter de chanson dans la «langue de l'état agresseur»[4].

Les 374 chansons reçues ont été passées en revue par une équipe dirigée par Tina Karol, en sa qualité de productrice musicale de la compétition.

La liste des vingt artistes pré-sélectionnés est révélée par Suspilne le 11 décembre 2024. À la suite de l'audition que ces artistes ont passée, les neuf finalistes sont annoncés le 20 décembre, puis un vote pour déterminer le dixième finaliste a eu lieu le 17 janvier 2025.
- Chanson gagnante

| Artiste           | Titre               | Langue             | Paroles (p) & musique (m)                                                                 |
| ----------------- | ------------------- | ------------------ | ----------------------------------------------------------------------------------------- |
| Abiie             | Dim (Дім)           | Ukrainien          | Nataliia Shevchenko-Korovina (p&m)                                                        |
| DK Enerhetyk      | Sil' (Сіль)         | Ukrainien          | Oleksandr Folyanskyi, Seva Shutka, Yakiv Marnyi (p&m)                                     |
| FIÏNKA            | Kul'tura (Культура) | Ukrainien          | Iryna Vykhovanets (p&m)                                                                   |
| Future Culture    | Waste My Time       | Anglais            | Andriy Lytvynenko, Andriy Shulakov, Daria Remez, Oleksiy Rudenko, Oleksiy Savienkov (p&m) |
| KHAYAT            | Honor               | Anglais, ukrainien | Andriy Khayat (p&m)                                                                       |
| KRYLATA           | Stay True           | Ukrainien, anglais | Vladyslav Malyi (m), Anastasiia Zavadska (p&m)                                            |
| Masha Kondratenko | No Time to Cry      | Anglais, ukrainien | Stanislav Malikov (p), Roman Hrysyuk (m), Masha Kondratenko (p&m)                         |
| MOLODI            | my sea              | Anglais, ukrainien | Anton Chilibi (m), Andriy Parfenov (p), Ivan Stepanishchev, Kiril Rogovyi (p&m)           |
| Vlad Sheryf       | Wind of Change      | Anglais            | Nikita Shkuropat, Vladyslav Sherif (p&m)                                                  |
| Ziferblat         | Bird of Pray        | Anglais, ukrainien | Valentyn Leshchynskyi (p&m), Daniil Leshchynskyi, Fedya Khodakov (m)                      |

#### Finale
La finale est diffusée le samedi 8 février 2025. Elle est animée par Timur Miroshnychenko, Maria Efrosinina et l'humoriste Vasyl Baydak.
L'ouverture de l'émission a été assurée par Alyona Alyona, Jamala, Jerry Heil, Tina Karol, Kateryna Pavlenko, Mélovin, Ruslana, Tymofii Muzychuk du groupe Kalush Orchestra, et Tvorchi. 

Lors de l'entracte se sont également produits Ruslana, les Badstreet Boys, ainsi qu'Artem Kotenko, qui a représenté le pays lors de l'Eurovision junior 2024, accompagné pour l'occasion de la chanteuse Svitlana Tarabarova.
- Première place
- Deuxième place
- Troisième place
- Dernière place

| Ordre | Artiste           | Titre          | Score      | Score          | Score | Place |
| Ordre | Artiste           | Titre          | Jury (50%) | Télévote (50%) | Total | Place |
| ----- | ----------------- | -------------- | ---------- | -------------- | ----- | ----- |
| 1     | Vlad Sheryf       | Wind of Change | 1          | 1              | 2     | 10    |
| 2     | Abiie             | Dim            | 2          | 3              | 5     | 9     |
| 3     | MOLODI            | my sea         | 7          | 9              | 16    | 2     |
| 4     | Future Culture    | Waste My Time  | 5          | 2              | 7     | 8     |
| 5     | Masha Kondratenko | No Time to Cry | 8          | 8              | 16    | 3     |
| 6     | KHAYAT            | Honor          | 10         | 6              | 16    | 4     |
| 7     | FIÏNKA            | Kul'tura       | 6          | 7              | 13    | 5     |
| 8     | KRYLATA           | Stay True      | 4          | 4              | 8     | 7     |
| 9     | Ziferblat         | Bird of Pray   | 9          | 10             | 19    | 1     |
| 10    | DK Enerhetyk      | Sil'           | 3          | 5              | 8     | 6     |

C'est donc le groupe Ziferblat qui l'emporte, et qui représentera l'Ukraine à l'Eurovision, avec la chanson Bird of Pray.

## À l'Eurovision
L'Ukraine participe à la première moitié de la première demi-finale, le mardi 13 mai 2025 et se qualifie pour la finale du 17 mai en terminant 1re (sur 15) avec 137 points. Lors de la finale, le pays se classe 9e sur 26 avec 218 points.

### Retransmission
Les trois soirées du Concours sont retransmises à la télévision sur Suspilne Kultura. Elles sont commentées par Timur Miroshnychenko, accompagné à chaque soirée d'une personnalité différente: l'animateur de télévision Oleksandr Pedan lors de la première demi-finale, le comédien Vlad Kuran lors de la seconde, et la rappeuse Alyona Alyona lors de la finale.

L'audience de la finale à la télévision ukrainienne est estimée à 614 000 téléspectateurs, pour une part de marché de 13,24 %.
Le Concours est aussi retransmis à la radio, sur Radio Promin, avec les commentaires de Dmytro Zakharchenko et Lesia Antypenko lors des demi-finales, et d'Anna Zakletska et Denys Denysenko lors de la finale.

### Votes
Les cinq membres du jury ukrainien ont été choisis parmi neuf personnes, par le biais d'un sondage sur l'application Diïa. Le jury se compose de:
- Dmytro Shurov, auteur-compositeur-interprète, président du jury;
- Kostyantyn Bocharov, dit MÉLOVIN, auteur-compositeur-interprète et ancien participant au Concours;
- Natella Chkhartishvili-Zatsarinna, responsable médias et productrice;
- Tetyana Reshetnyak, dite Tayanna, autrice-compositrice-interprète et actrice;
- Olena Shoptenko, danseuse et chorégraphe.

À noter que la chanteuse Kateryna Pavlenko devait faire partie du jury, mais a été remplacée par Natella Chkhartishvili-Zatsarinna.
Leurs votes sont présentés lors de la finale par la chanteuse Jerry Heil, représentante du pays lors de l'édition précédente.

#### Points attribués par l'Ukraine
Finale
| 12 points | Allemagne   |
| 10 points | Royaume-Uni |
| 8 points  | Italie      |
| 7 points  | Suisse      |
| 6 points  | Lettonie    |
| 5 points  | Estonie     |
| 4 points  | Portugal    |
| 3 points  | Luxembourg  |
| 2 points  | Israël      |
| 1 point   | Autriche    |

| 12 points | Lituanie  |
| 10 points | Norvège   |
| 8 points  | Lettonie  |
| 7 points  | Italie    |
| 6 points  | Autriche  |
| 5 points  | Allemagne |
| 4 points  | Suède     |
| 3 points  | Pologne   |
| 2 points  | Estonie   |
| 1 point   | Israël    |

#### Points attribués à l'Ukraine
Finale
| 12 points               | 10 points              | 8 points              | 7 points         | 6 points                                  | 5 points       | 4 points                                        | 3 points           | 2 points                                 | 1 point        |
| ----------------------- | ---------------------- | --------------------- | ---------------- | ----------------------------------------- | -------------- | ----------------------------------------------- | ------------------ | ---------------------------------------- | -------------- |
| Vote du jury            |                        |                       |                  |                                           |                |                                                 |                    |                                          |                |
|                         |                        | Azerbaïdjan Portugal  |                  | Grèce                                     | Slovénie Suède | Arménie Israël Serbie Saint-Marin               |                    | Croatie Danemark Espagne Italie Lituanie | Norvège Suisse |
| Télévote                |                        |                       |                  |                                           |                |                                                 |                    |                                          |                |
| Israël Pologne Tchéquie | Espagne Grèce Portugal | Chypre Reste du monde | Irlande Lituanie | Estonie France Italie Lettonie Monténégro |                | Azerbaïdjan Danemark Pays-Bas Saint-Marin Suède | Allemagne Slovénie | Croatie Finlande Norvège                 |                |

Au total, l'Ukraine a donc reçu 218 points, dont 60 du jury et 158 du télévote.